# Serra Seca (Montferrer i Castellbò)
|  | Aquest article tracta sobre el Serra Seca de Montferrer i Castellbò. Vegeu-ne altres significats a «Serra Seca (Odèn)». |

La Serra Seca és una serra situada als municipis de Montferrer i Castellbò (Alt Urgell) i de Soriguera (Pallars Sobirà), amb una elevació màxima de 2.084 metres.